# Rosa Maria Duarte
Rosa Maria Duarte (Lisboa, 2 de junho de 1963) é professora de Português, fadista, letrista, cronista, pintora, poeta e investigadora. É conhecida no meio fadista por Rosa Maria Duarte ou simplesmente Rosa Maria.

## Biografia
Rosa Maria da Silva Candeias Tavares Duarte, natural de Alcântara, Lisboa, iniciou a sua atividade docente em 1985 na Cidade Sol, Barreiro, na escola secundária de Santo António.
O seu reconhecimento público está associado à atividade jornalística e à sua dedicação ao fado.
Para além de outras colaborações jornalísticas anteriores e recentes, foi cronista mensal no jornal online Setúbal na Rede no canal da Educação desde 2013.
Nasceu a ouvir cantar o fado no bairro de Alcântara, mas só depois dos 40 anos é que decidiu iniciar as atividades fadista e letrista.
A literatura é a grande responsável por esta decisão.
A partir de 2010, ao estudar a obra do escritor José Cardoso Pires e as suas vivências, no âmbito da tese de doutoramento em Línguas, Literaturas e Culturas, na Faculdade de Ciências Sociais e Humanas (FCSH), Universidade Nova de Lisboa (UNL), compreendeu a inevitabilidade do seu destino ligado ao estilo musical do Fado.
O álbum Fado Que Cura foi gravado no final de 2013 pelo "Monte da Música" de Luis Henriques, o que lhe permitiu iniciar um projeto pessoal de mostra de fado ao vivo em ambiente escolar.
No final do ano de 2014 saiu o álbum Fado Firmado, igualmente pelo "Monte da Música" e com os mesmos músicos: Vital d’Assunção na viola de fado e Filipe Lucas na guitarra portuguesa. O seu fado ao vivo alargou-se a espaços do município e a eventos culturais multidisciplinares. As suas telas pintadas começam a ser expostas ao público nestes eventos.
É Assistente de Investigação do Centro de História d’Aquém e d’Além-Mar (CHAM) da FCSH da UNL, desde 2010.
De 1983 a 1985, integrou o grupo de jovens intelectuais do Círculo Juvenil de Cultura, participando nos eventos culturais e nas coletâneas de poesia publicadas. Esta associação viria a adotar a designação oficial de Dicultural, que acabou por se extinguir.
Em 1991, na qualidade de fundadora, lançou o jornal escolar O Celeiro da ex-Escola Secundária Moinho de Maré, em Corroios, cujo lançamento contou com a presença do jornalista e escritor Batista Bastos. Este jornal durou quase vinte anos, até ao encerramento da respetiva escola.

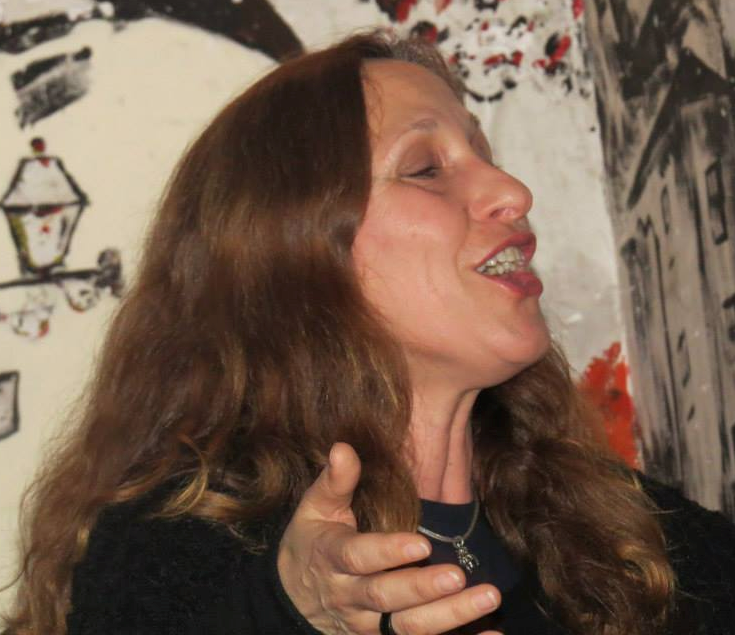
Rosa Maria Duarte na Mouraria.

Em 1997, integra, com colegas da sua escola, o grupo dos Educadores pela Paz do movimento de renovação pedagógica Nova Escola Galega, grupo fundado na cidade de Vigo por Manuel Bagado e Xesús R. Jares em 1983. 
Em 2005, tornou-se membro da Sociedade Teosófica de Portugal, na qual integrou os corpos diretivos de 2011 a meados de 2019. Aí desenvolve também a sua atividade de investigação, literária e musical.
Para além do Português e Literatura Portuguesa, já lecionou Introdução ao Jornalismo, Arte Dramática e Desenvolvimento Pessoal e Social. 
Como amante da literatura e do espetáculo, organiza frequentemente visitas ao teatro com os alunos.
A sua dissertação de mestrado O Jornalismo e a Narrativa de Viagens de António Augusto Teixeira de Vasconcelos encontra-se disponível na Biblioteca Nacional.
A tese de doutoramento intitula-se O Canto do Cisne no Retorno do Eu ao Ato da Escrita. Estudo Comparativo de Testemunhos de José Cardoso Pires e de José Luis Sampedro e está disponível em RUN Repositório Universidade Nova.
As letras de fado de sua autoria conhecidas são: Fado Que Cura, Fado Rodrigo, Fado do Artista, Não é Tristeza ser Fado e Fadestino.
É dinamizadora do projeto Fado nas Escolas. 

## Discografia
- 2013 - Fado Que Cura
- 2014 - Fado Firmado
- 2015 - Fadestino

## Participação em publicações/periódicos
- Recortes II (coletânea de poesia)
- Revista Osíris
- Educación e Paz II (Xesús R. Jares, coord..)
- Setúbal na Rede
- Diário da Região
- A Batuta do Olhar - blogue pessoal com trabalhos literários e outros.

## Jornais escolares
- O Celeiro (suporte papel)
- RLG Reportagem (digital)